# Hellfest
Hellfest – coroczny francuski festiwal muzyczny odbywający się w miejscowości Clisson w południowej części Atlantique Loire. Impreza odbywa się w połowie czerwca w Val de Moine, kompleksie sportowym znajdującym się w Clisson, położonym około 35 km na południowy wschód od Nantes, i około 400 km na południowy zachód od stolicy kraju Paryża. Festiwal zapowiadany zawsze jako „festiwal muzyki ekstremalnej”, w swym programie oferuje występy szeregu wykonawców z nurtu muzyki metalowej, punk oraz hardrockowej. Najbardziej znani artyści którzy wystąpili na przestrzeni lat na festiwalu to między innymi Motörhead, Slayer, Dream Theater, Mötley Crüe, Iron Maiden, Guns N’ Roses, Def Leppard, Black Label Society, Behemoth, Marilyn Manson, Manowar, Alice Cooper, Judas Priest, Ozzy Osbourne, Kiss, Down, Korn, Alice in Chains, Gojira, Scorpions oraz Megadeth.
Nazwa festiwalu została zaczerpnięta od amerykańskiego festiwalu prezentującego muzykę punk oraz hardcore, o tej samej nazwie.

## Historia
Hellfest jest następca Fury Fest, festiwalu który odbywał się w 2002 oraz 2003 roku w Clisson i Nantes, oraz w 2004 i 2005 w Le Mans. W czerwcu 2009 ze sponsorowania festiwalu wycofała się Coca-Cola. Festiwal odbywa się corocznie w miejscowości Clisson w południowej części Atlantique Loire. Impreza odbywa się w połowie czerwca w Val de Moine, kompleksie sportowym znajdującym się w Clisson. W roku 2012 festiwal miał zostać przeniesiony, gdyż planowano budowę szkoły. Ostatecznie podpisano porozumienie na mocy którego festiwal przeniesiono 400 metrów dalej. 
W roku 2008, na festiwalu zanotowano rekordową frekwencję 45.000 osób. W ciągu zaledwie trzech lat od powstania, Hellfest stał się największym i najbardziej międzynarodowym festiwalem w Dolinie Loary, gdzie zanotowano obecność ponad 50 narodowości. Rok później, na festiwalu zanotowano frekwencję sięgającą ponad 60.000 osób. Podczas edycji w 2010, organizatorzy poinformowali że sprzedano wszystkie bilety na drugi dzień festiwalu, gdzie obecnych było ponad 72 tysiące osób. W roku 2011 pojawiły się problemy z pomieszczeniem ponad 80.000 ludzi. W roku 2012, zanotowano obecność ponad 115.000 osób. 

### Kontrowersje
W marcu 2010 r. na dwa dni przed wyborami samorządowymi, premier François Fillon i lider MPF Philippe de Villiers zaoferowali wsparcie dla Christophe Béchu, kandydata UMP w wyborach regionalnych w Kraju Loary. Philippe de Villiers ogłosił przed 1500 osobami, swoje poparcie dla Béchu, jednocześnie potępił festiwal, twierdząc że „wartości głoszone przez Radę Regionalną nie są zgodne z finansowaniem szatańskiego festiwalu”. Była minister i przywódca partii Chrześcijańsko-Demokratycznej Christine Boutin napisała do Kronenbourg Brewery pismo, prosząc w nim o wstrzymanie sponsorowania festiwalu.  
W dniu 9 czerwca 2010 roku, stowarzyszenie AFC (Associations Familiales Catholiques) pozwało Hellfest, prosząc między innymi o zakaz wstępu osobom niepełnoletnim, oraz prosząc o spis utworów które mają być zaprezentowane na najbliższej edycji (czerwiec 2010). 14 czerwca, sędzia wniosek stowarzyszenia odrzucił.

## Galeria

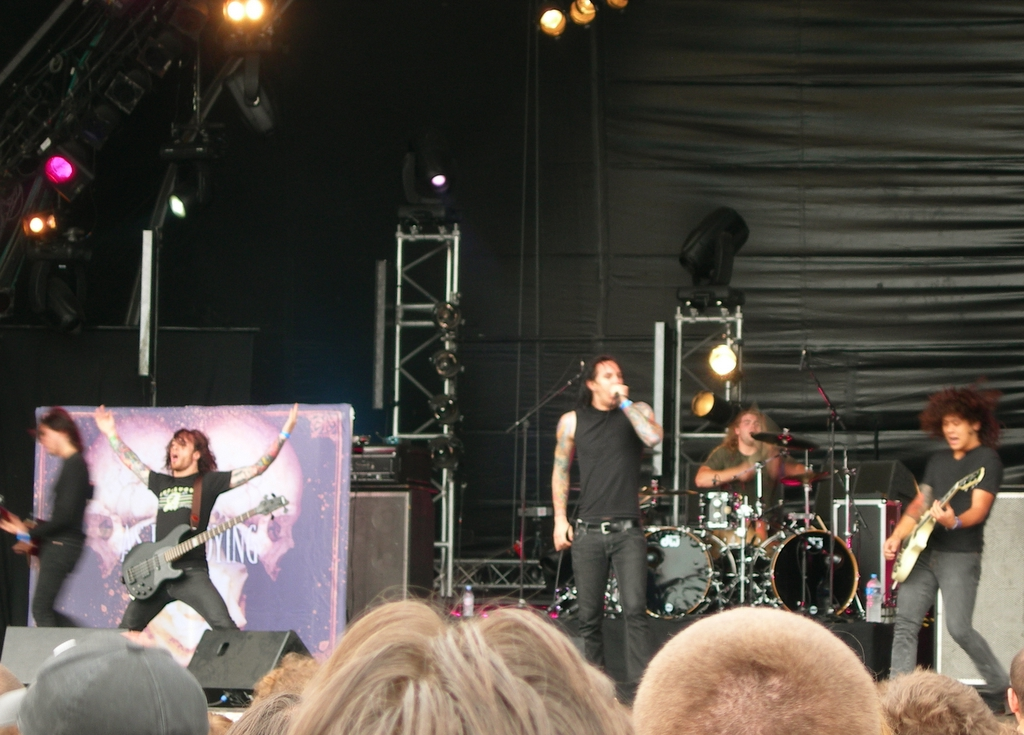
As I Lay Dying, 2006
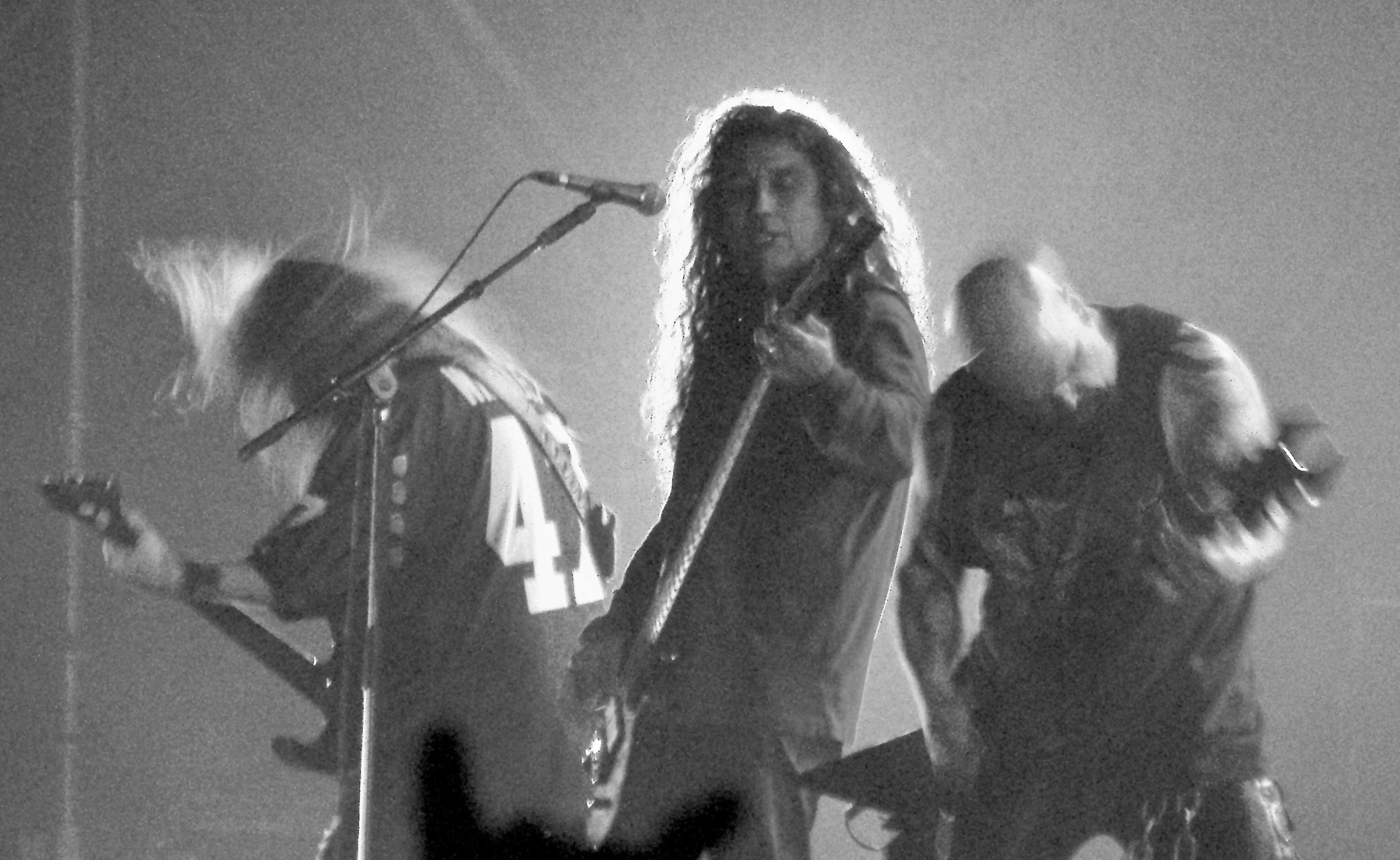
Slayer, 2007
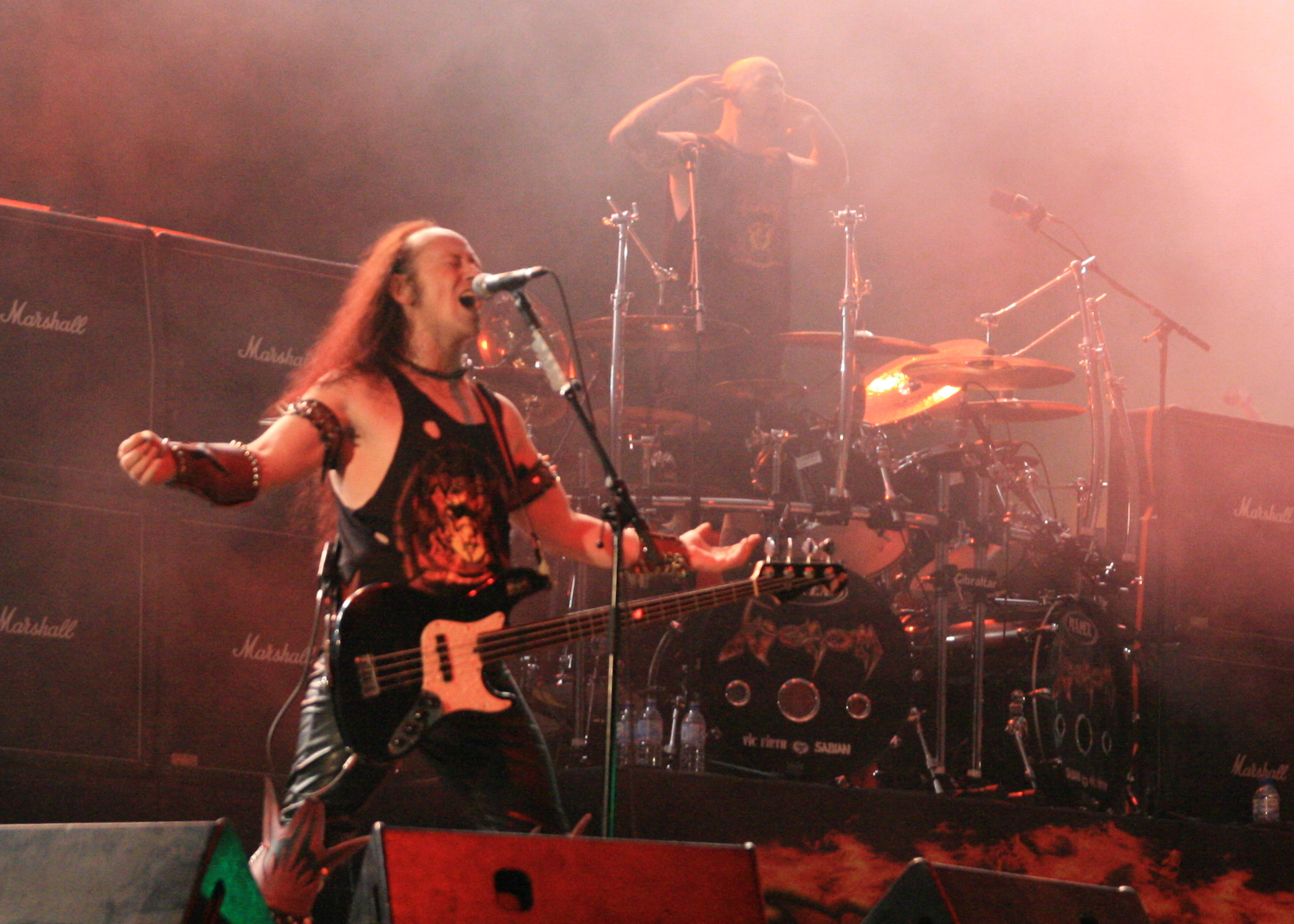
Venom, 2008
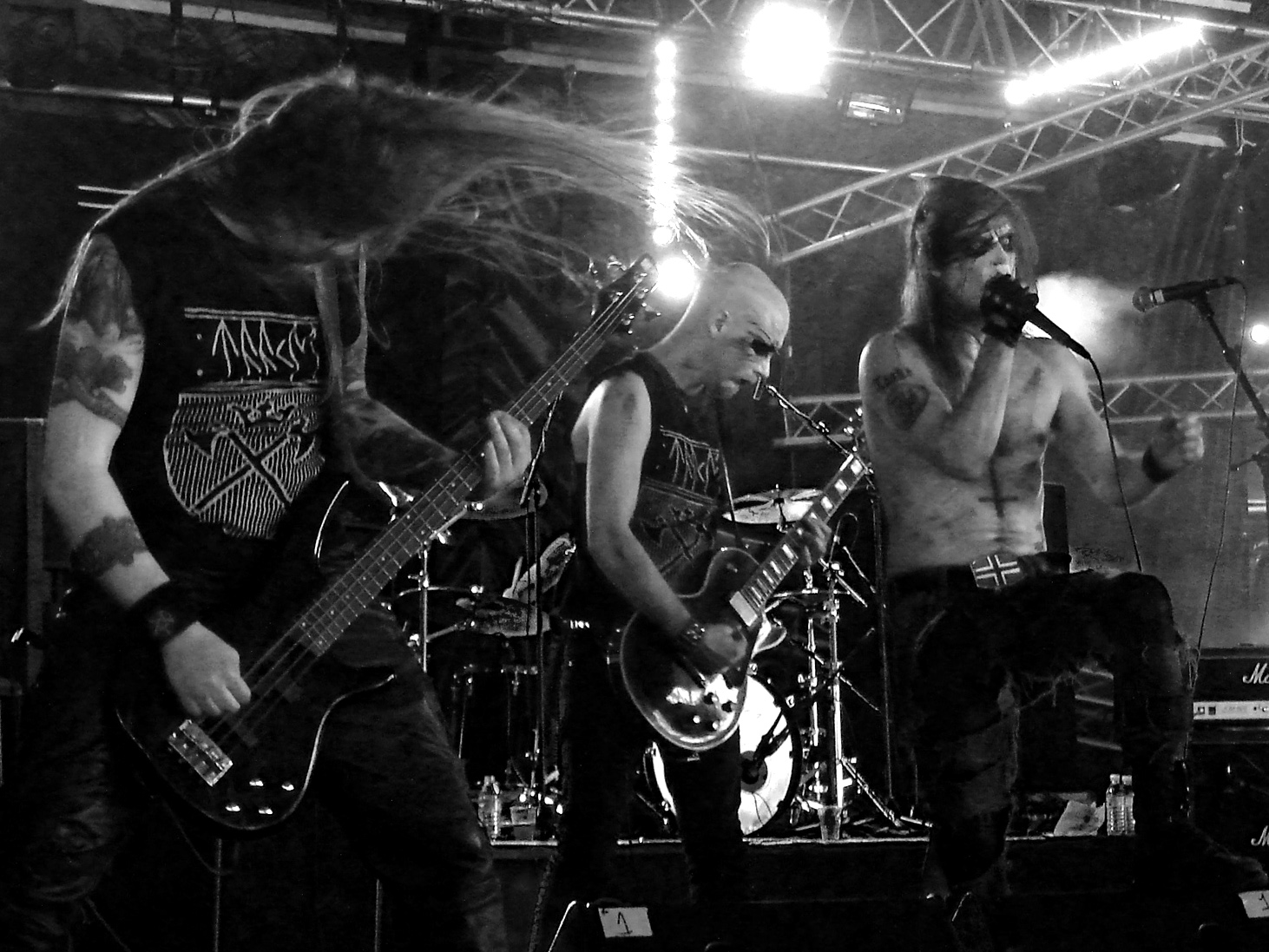
Taake, 2009
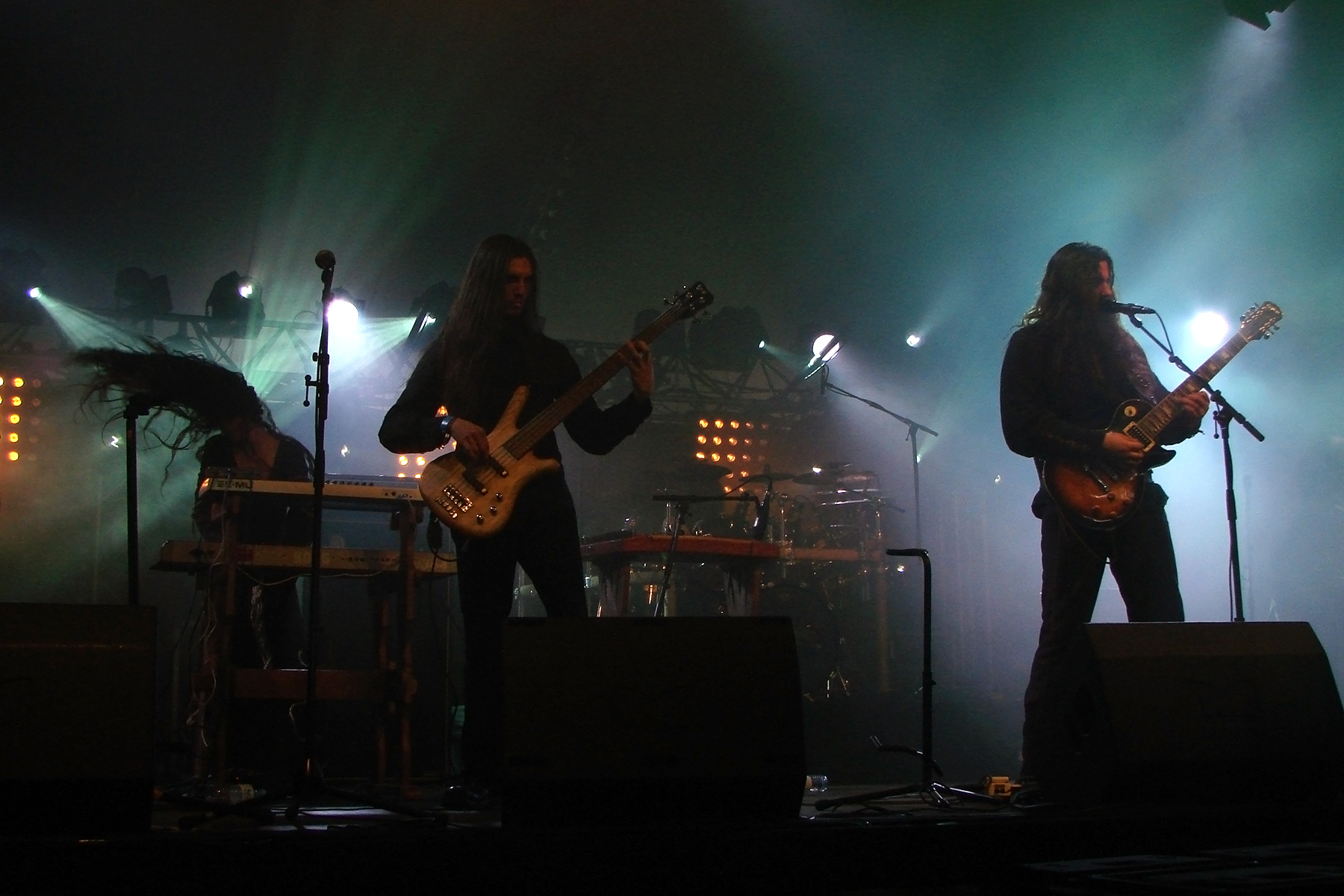
Negura Bunget, 2010
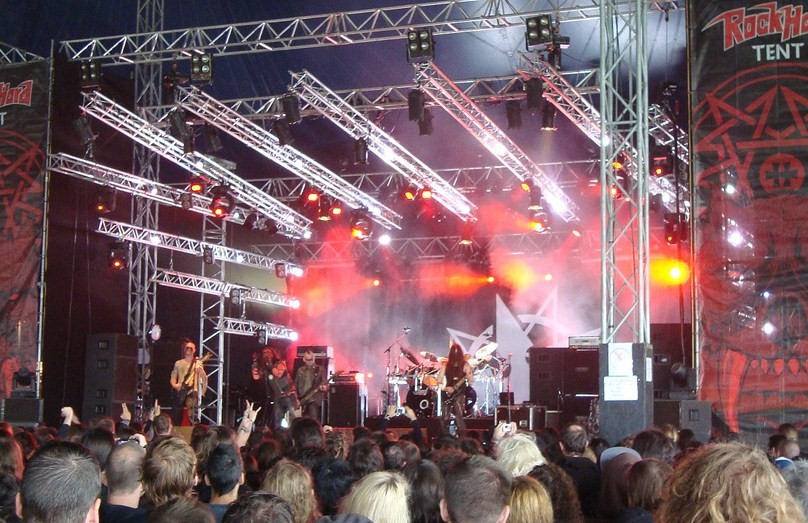
Dødheimsgard, 2011
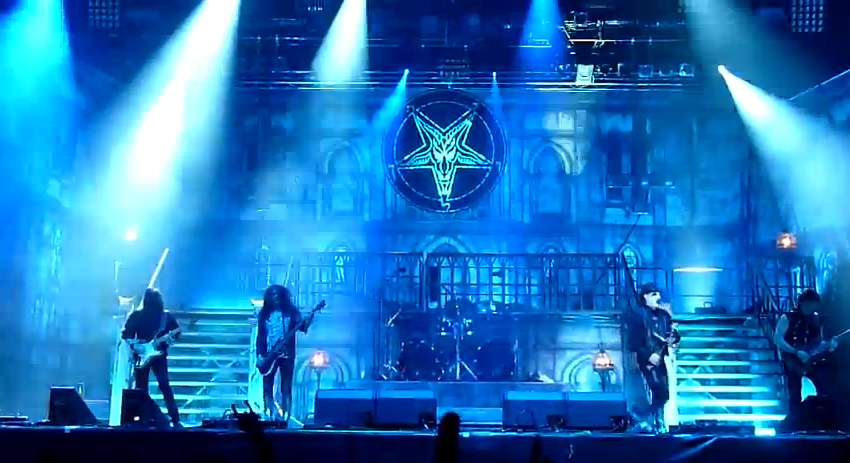
King Diamond, 2012
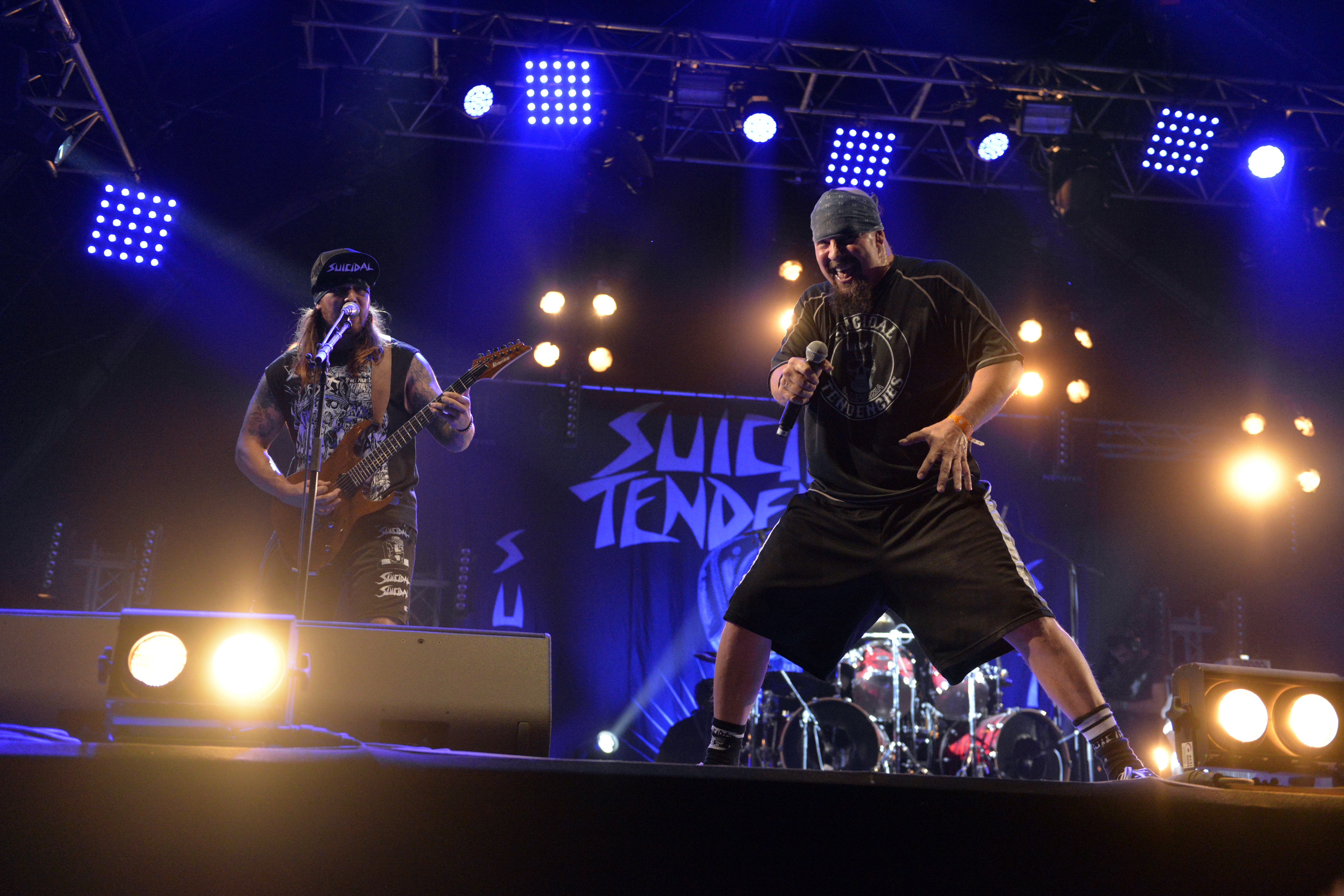
Suicidal Tendencies, 2017